# Temporada da NHA de 1911–12
A temporada da NHA de 1911–12 foi a terceira temporada da já extinta National Hockey Association. Quatro times jogaram 18 jogos cada. O Quebec Bulldogs foi o vencedor do campeonato e tomou a Copa Stanley do Ottawa Senators, o campeão da temporada anterior.